# Cabo Verde Airlines
Cabo Verde Airlines (do maja 2018 TACV Cabo Verde Airlines) – narodowe linie lotnicze Republiki Zielonego Przylądka z siedzibą w Praia. Obsługują połączenia regularne, czarterowe oraz cargo. Głównym lotniskiem obsługującym ruch turystyczny jest Port lotniczy Amílcar Cabral w Sal. Od 2005 roku prawie równorzędną rolę pełni lotnisko w Praia, które obsługuje głównie ruch lokalny.
Cabo Verde Airlines lata m.in. do następujących krajów: Senegal (Dakar), Gwinea Bissau (Bissau), Portugalia (Lizbona), Francja (Paryż), Włochy (Bergamo), Stany Zjednoczone (Boston, Providence), Brazylia (Fortaleza, Recife).
Agencja ratingowa Skytrax przyznała liniom trzy gwiazdki.

## Flota
Flota przewoźnika liczy obecnie 1 samolot (stan na dzień 01 listopada 2018).